# 邦德氏鱂
邦德氏鱂為輻鰭魚綱鯉齒目鯉齒亞目鯉齒鱂科的其中一種，分布於中美洲多明尼加及海地的半鹹水流域，體長可達7公分，棲息在鹹水湖，可作為觀賞魚。

## 擴展閱讀
維基物種上的相關：邦德氏鱂